# Reine (Norwegen)
Reine ist das administrative Zentrum der Gemeinde Moskenes auf der Insel Moskenesøy in Lofoten in Norwegen. Das Dorf hat 286 Einwohner (Stand: 1. Januar 2024) und existiert seit 1743. Heute ist der Tourismus wichtig. Trotz seiner abgelegenen Lage besuchen Tausende von Menschen jährlich diese Gegend.
Die Europastraße 10 verläuft durch Reine. Reine ist für seine landschaftliche Schönheit bekannt. Der Blick vom Berg Reinebringen auf Reine ist ein beliebtes Fotomotiv, das für die Titelseiten vieler touristischer Broschüren und Bücher verwendet wird. 1999 richtete sich der Maler Ingo Kühl in einem Rorbu ein provisorisches Atelier ein und malte den Blick über den Hafen auf das Bergmassiv.

## Galerie

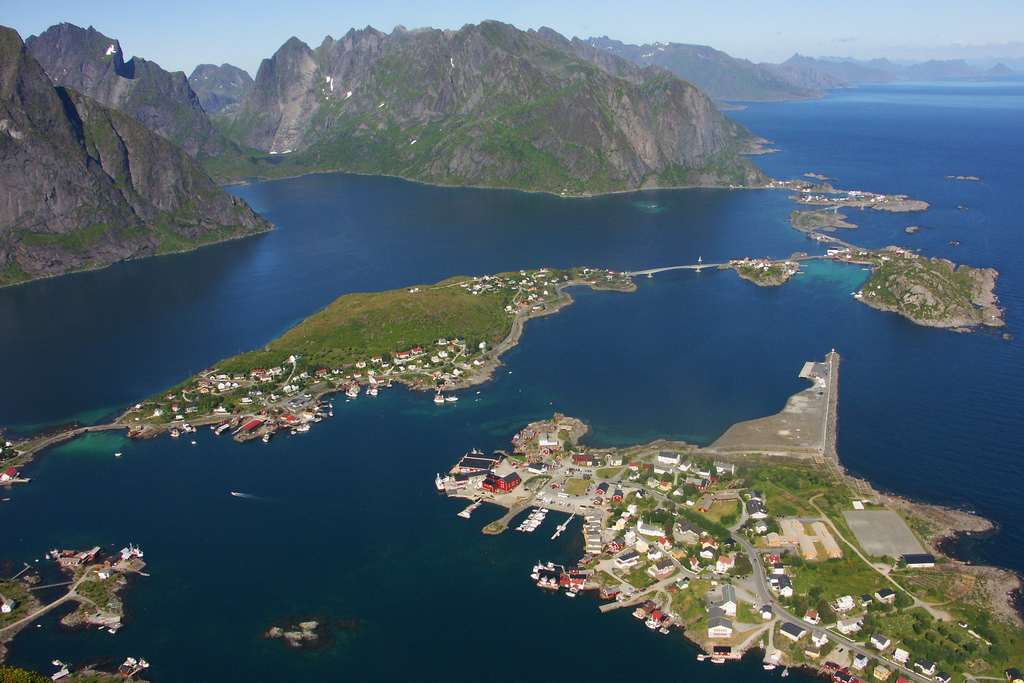
Blick vom Berg Reinebringen
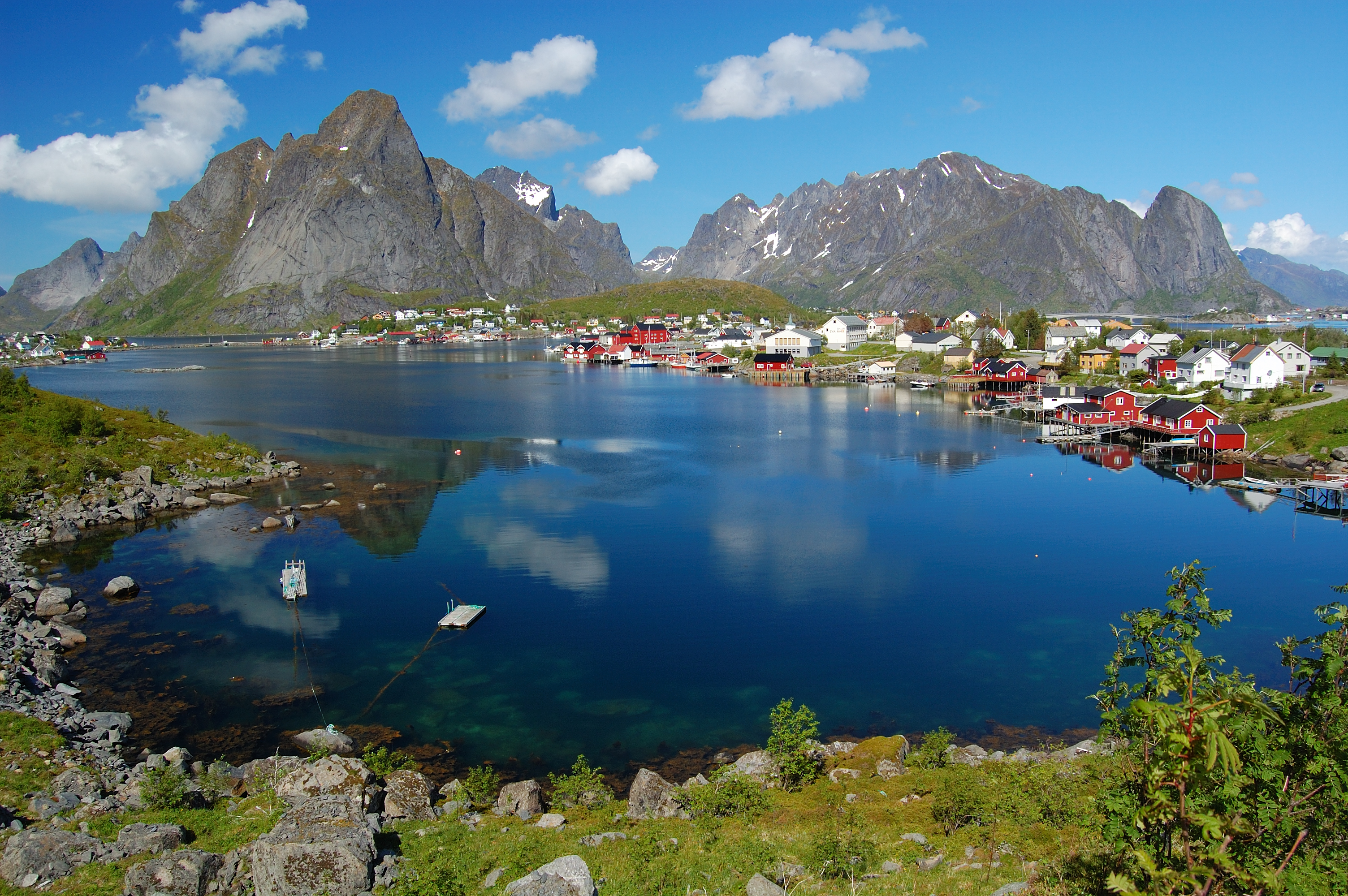
Blick auf Reine
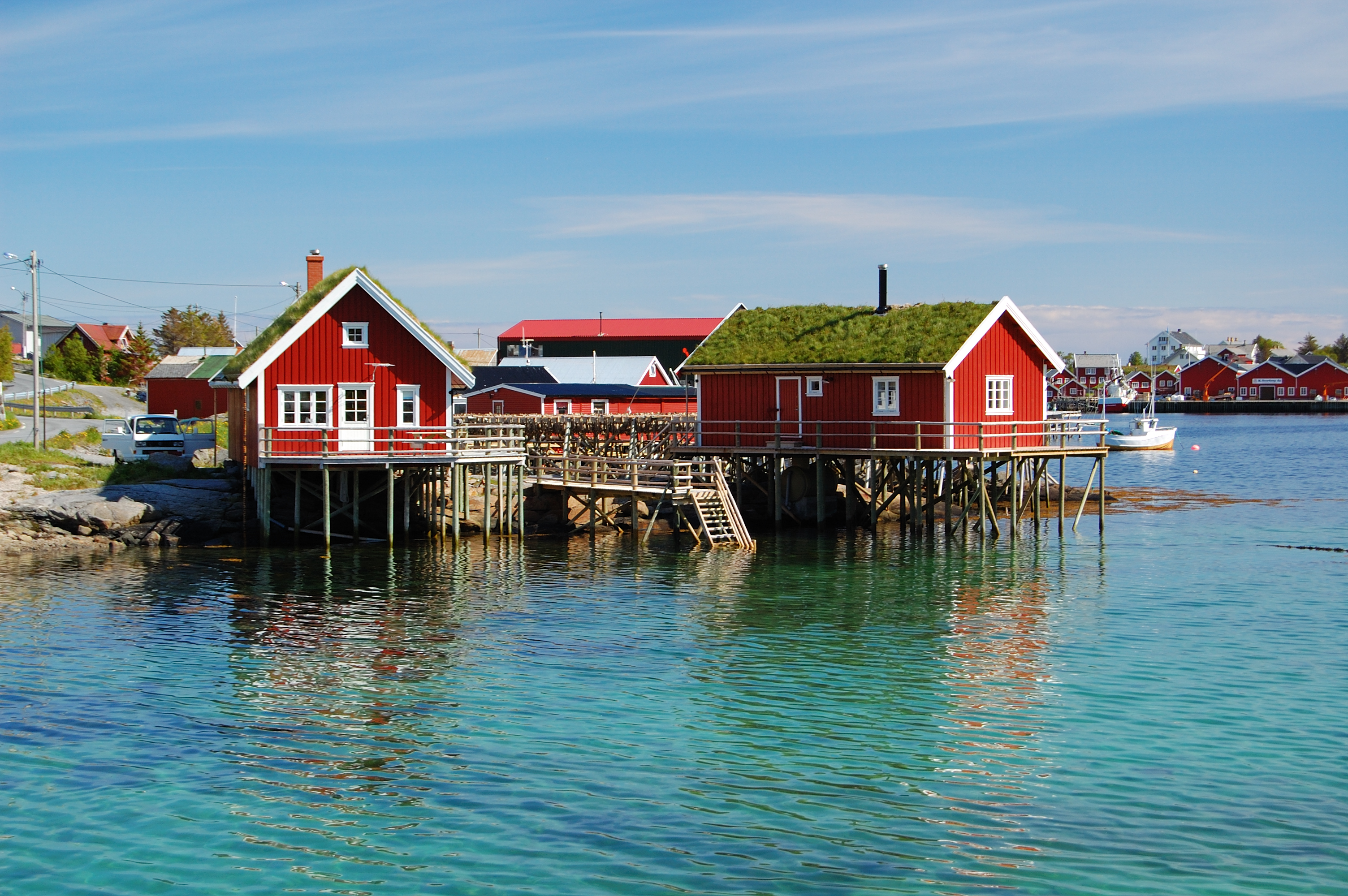
Traditionelle Holzhäuser der Fischer
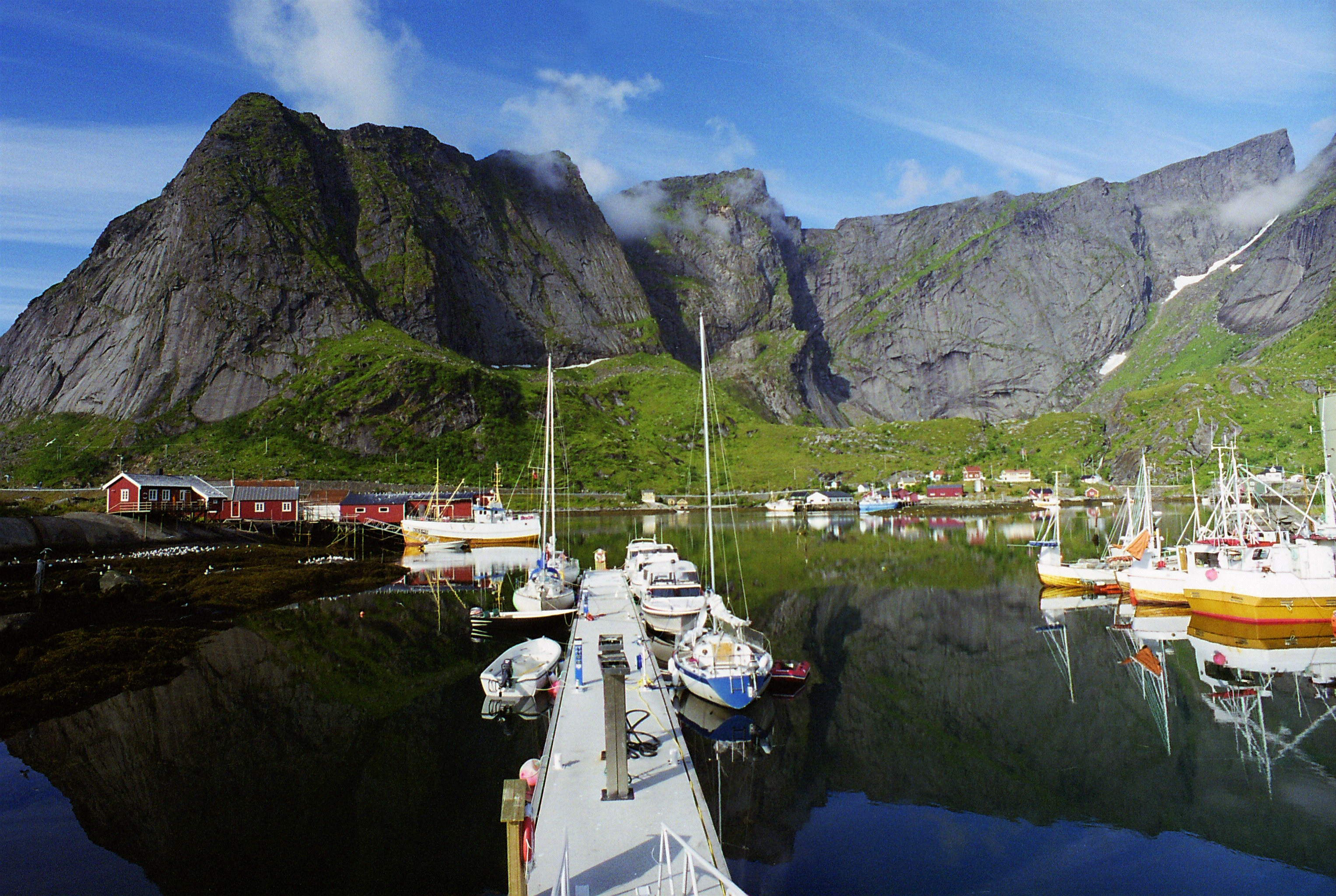
Hafen von Reine
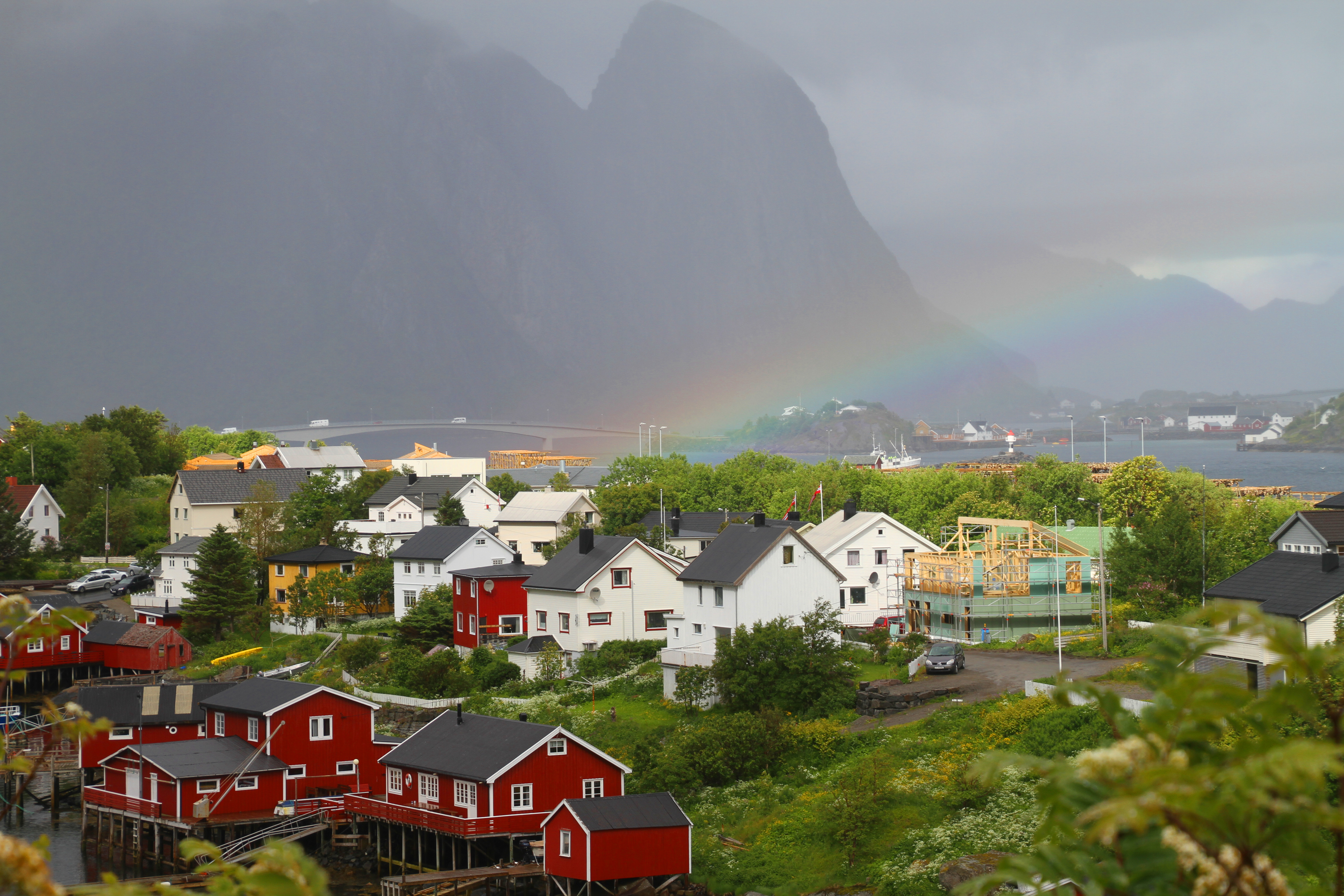
Reine mit Regenbogen
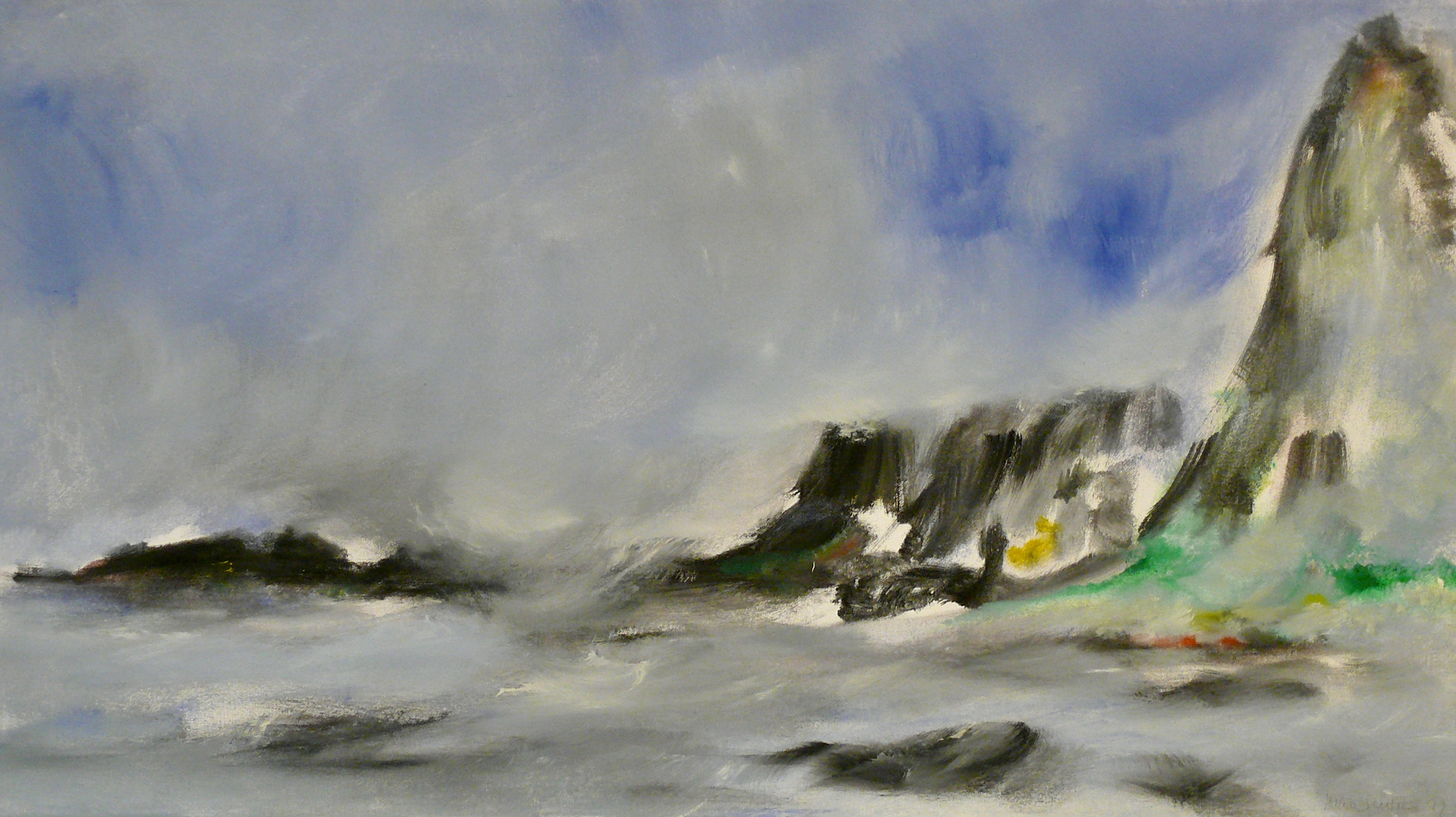
Moskstraumen, Gemälde von Ingo Kühl